# Руда (Сілезьке воєводство)
Руда (пол. Ruda, нім. Ruda) — село в Польщі, у гміні Кузня-Рациборська Рациборського повіту Сілезького воєводства.
Населення — 292 особи (2011).
У 1975-1998 роках село належало до Катовицького воєводства.

## Демографія
Демографічна структура станом на 31 березня 2011 року:
|          | Загалом | Допрацездатний вік | Працездатний вік | Постпрацездатний вік |
| -------- | ------- | ------------------ | ---------------- | -------------------- |
| Чоловіки | 156     | 21                 | 114              | 21                   |
| Жінки    | 136     | 23                 | 81               | 32                   |
| Разом    | 292     | 44                 | 195              | 53                   |